# 益临县
益临县，中华民国时期山东省旧县名。
由中共政权治下的山东解放区设。1948年由益都县东北部尧西、香山、弥东、郑母四区及临朐县东北部龙岗、尧山、柳山、营子四区析置。治所在郑母村（今山东青州市郑母镇）。以两县首字为名。1949年后，属昌潍专区。1952年撤销，并入昌乐、益都、临朐三县。 